# Curtara nunezi
Curtara nunezi är en insektsart som beskrevs av Freytag 2005. Curtara nunezi ingår i släktet Curtara och familjen dvärgstritar. Inga underarter finns listade i Catalogue of Life.